# Haraszti Ágnes
Haraszti Ágnes (Nyíregyháza, 1982. március 17. –) magyar költő, műsorvezető.

## Életpályája
2000 óta publikál hazai és határon túli irodalmi folyóiratokban; az Új Dunatáj, a Bárka, a Parnasszus folyóiratok közölték műveit. 2001-ben érettségizett a Nyíregyházi Evangélikus Kossuth Lajos Gimnáziumban. A pozsonyi Szőrös Kő című irodalmi-művészeti folyóirat állandó szerzője, majd szerkesztője volt. Egyetemi tanulmányait a Debreceni Egyetem Bölcsészkarán végezte el. 2003 óta Budapesten él, a Civil Rádióban vezet irodalommal, kultúrával és életmóddal kapcsolatos műsorokat.

## Róla
Haraszti Ágnes pompás ígéret, ha kedve van, ironikus, másszor szentimentális, de mindig pontos és alapos. Életre kelti a tárgyakat, …játszik a világgal és közben komolyan veszi, eggyé lesz a környezetével, hogy aztán mindenkinél jobban kitűnjön onnét. …Makó, első, ifjú költőknek járó díja a legjobb helyre került.
Grecsó Krisztián

## Művei
- Őszinte legyek (2004)

## Díjai
- Diákírók és Diákköltők Országos Találkozóinak aranyérmese (2001)
- Makói Medáliák (2005)
- Móricz Zsigmond-ösztöndíj (2015)